# Artère sous-costale
L'artère sous-costale (ou artère sub-costale ou douzième artère intercostale) est une artère paire issue de la partie thoracique de l'aorte descendante.

## Origine
Les deux artères sous-costales naissent de la face postérieure de l'aorte thoracique au niveau de la douzième vertèbre thoracique au dessus du hiatus aortique. Ce sont les dernières collatérales de l'aorte thoracique.

## Trajet
Les deux artères sous-costales se dirigent latéralement sur le corps de la douzième vertèbre thoracique et derrière les nerfs et ganglions sympathiques..
L'artère sous-costale gauche croise la veine hémi-azygos accessoire et l'artère sous-costale droite croise la veine azygos et le conduit thoracique.
Elles passent en arrière du ligament arqué latéral pour pénétrer dans l'abdomen. Elles suivent les bords inférieurs des douzièmes côtes devant les muscles carré des lombes et grand psoas et derrière les reins et le côlon. Elles perforent l'aponévrose du muscle transverse de l'abdomen pour vasculariser la paroi abdominale antérieure.

## Branches collatérales
Les deux artères sous-costales donnent des branches similaires aux artères intercostales dont un rameau dorsal qui nait près de l'angle costal qui donne lui-même un rameau spinal.